# Landschaftsschutzgebiet Štiavnické vrchy
Das Landschaftsschutzgebiet Štiavnické vrchy (slowakisch Chránená krajinná oblasť Štiavnické vrchy) ist ein Landschaftsschutzgebiet in der Mitte der Slowakei. Es bedeckt sowohl das Gebirge Štiavnické vrchy (deutsch Schemnitzer Berge) und liegt fast vollständig im politischen Bezirk Banskobystrický kraj (Okresy Banská Štiavnica, Krupina, Zvolen, Žarnovica und Žiar nad Hronom), mit kleineren Teilen im Nitriansky kraj (Okres Levice). Mit seiner Ausdehnung von 776,30 km² gilt es als das größte Landschaftsschutzgebiet der Slowakei und anders als bei vielen slowakischen Naturschutzgebieten sind hier nicht nur die Natur, sondern auch die mit der historischen Besiedlung und Bergbau assoziierten Denkmäler Gegenstand des Schutzes.
Der Sitz der Verwaltung befindet sich in Banská Štiavnica, das inmitten des Schutzgebietes liegt.

## Geographie

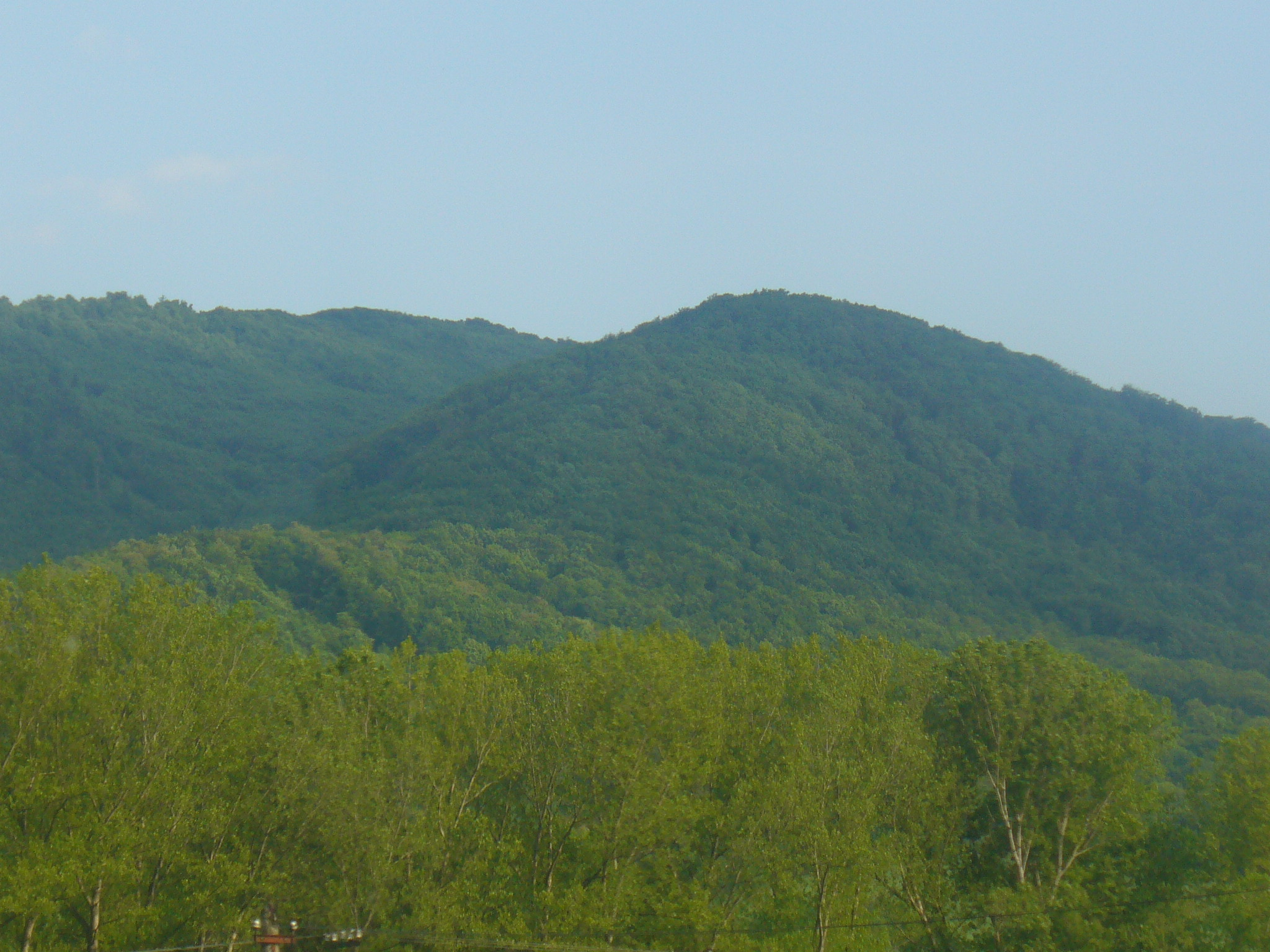
Štiavnické vrchy

Das Landschaftsschutzgebiet liegt im Gebirge Štiavnické vrchy, das ein altes, zum Slowakischen Mittelgebirge gehörendes erloschenes Vulkangebirge ist. Mehrheitlich ist es von mehreren Generationen der durch Erosion betroffenen der tertiären Stratovulkane geprägt, mit lokal auftretendem Basaltgestein. Die Mitte des wohl 2.000 km² großen Stratovulkans von Štiavnica befand sich in der Umgebung von Banská Štiavnica. Nach dem Ende der vulkanischen Aktivitäten bildete die Erosion die Landschaft weiter, und somit sind inmitten des vulkanischen Gesteins einige Vorkommen von Schiefer, Kalkstein und Dolomit vorhanden. Den höchsten Teil des Gebirges bildet die Sitnianska vrchovina, mit dem höchsten Berg Sitno (1009 m n.m.). Eine Depression liegt an der Stelle der ehemaligen Caldera des Stratovulkans von Štiavnica. Dort ist die Dominante der Berg Kalvária (749 m n.m.).
Das Gebiet von CHKO wird von den Gemeinden ungefähr an der Linie Ladomerská Vieska-Hronská Dúbrava-Krupina-Hontianske Nemce-Bátovce-Pukanec-Tlmače-Žarnovica-Ladomerská Vieska begrenzt, bedeutende Gemeinden innerhalb des Gebietes sind neben Banská Štiavnica auch Banská Belá, Hodruša-Hámre, Štiavnické Bane und Svätý Anton.
Das Gebiet gehört zum Einzugsgebiet von Hron und Ipeľ. Aus dem Gebirge fließen zumeist nur kleine Bäche: bedeutendste Flüsse sind die Jasenica, Sikenica, Štiavnica und Teplá. Natürliche Seen gibt es nur sehr wenige; der einzige bekannte ist der Žakýlske pleso bei Podhorie. Mehr landschaftsprägend ist das System der künstlichen Seen, die sogenannten tajchy (Einzahl tajch, deutsch Teich). Sie wurden ursprünglich im 18. Jahrhundert angelegt, um die Gefahr der Wassereinbrüche in den Bergwerken niedrig zu halten und zugleich Wasserenergie für die schwach versorgte Gegend zu gewinnen. Damals baute man insgesamt 60 dieser Seen. Heute sind noch 23 (oder 24) vorhanden und dienen weitgehend den Erholungsaktivitäten.

## Flora und Fauna

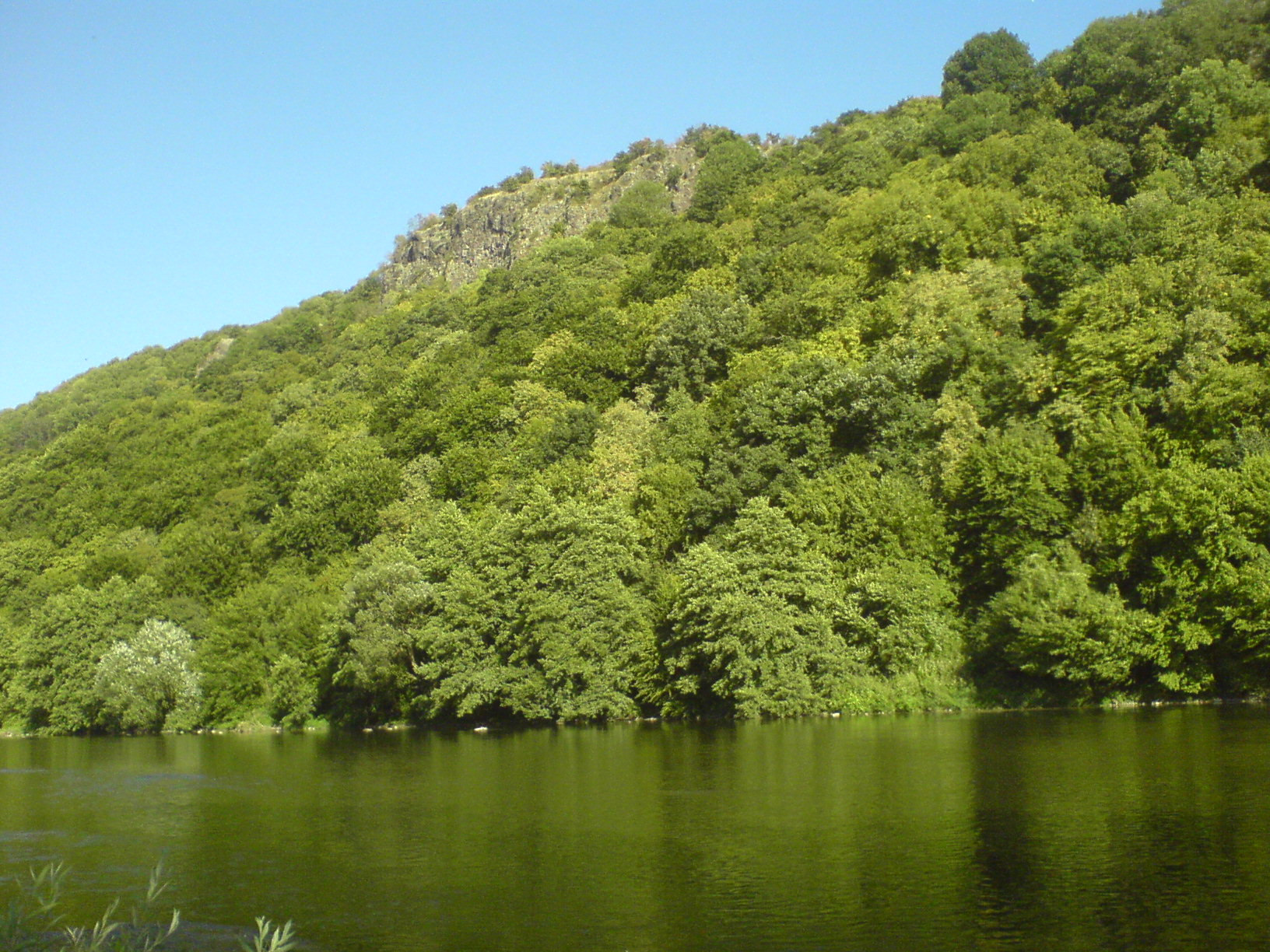
Fels Veľký Krivín über dem Fluss Hron

Etwa zwei Drittel des Gebiets des CHKO sind bewaldet. In der zentralen Depression sind weitgehende Flächen um die ehemaligen Bergbauwerke entwaldet, sind aber fast vollständig von einem Waldring eingekesselt. Dort wachsen zumeist Tannen-, Fichten- und Kiefernbäume. In den nach Süden exponierten Lagen verläuft die Nordgrenze der Verbreitung von Zerreichen und Tatarischen Steppe-Ahornen. In den Wäldern kann man aber auch Baumarten finden, die sogar aus Nordamerika stammen. Dies geht auf die Gründung eines Forstinstituts im Jahre 1807 zurück, das 1824 zum Teil der Berg- und Forstakademie wurde. Eine weitere Konzentration der fremden Arten kann man in und um das Arboretum von Kysihýbel (zwischen Banská Štiavnica und Banský Studenec) finden.
Durch die klimatischen Eigenschaften wachsen hier sowohl wärmeliebende Pflanzen, von denen für manche hier die Nordgrenze ihrer Verbreitung liegt, als auch Gebirgspflanzen aus den Karpaten. Einige Beispiele der Pflanzen: Haar-Pfriemengras, Kronen-Lichtnelke und Scharfer Mauerpfeffer aus den wärmeliebenden Pflanzen, stellenweise Große Kuhschelle, mehrfarbige Safrane, in der nördlichen Lagen Preiselbeeren, Heidelbeeren und Dreiblättrige Waldsteinien.
Aus der Tierwelt sind Vögel mit Arten wie Schreiadler, Mäusebussard und Waldkauz sowie auch vielen Singvogelarten vertreten. Zu den großen Raubtieren gehören der Luchs und die Wildkatze. Augenfällig im Gebiet sind Schmetterlinge, wie Schwalbenschwanz und Segelfalter, aus den Insekten leben hier die gefährdete Europäische Gottesanbeterin, Hirschkäfer und Alpenbock. In den verlassenen Bergwerksstollen fanden mehrere Fledermausarten ihr neues Zuhause, z. B. Große Hufeisennase, Kleine Hufeisennase, Großes Mausohr oder Zwergfledermaus.

## Besonderer Schutz

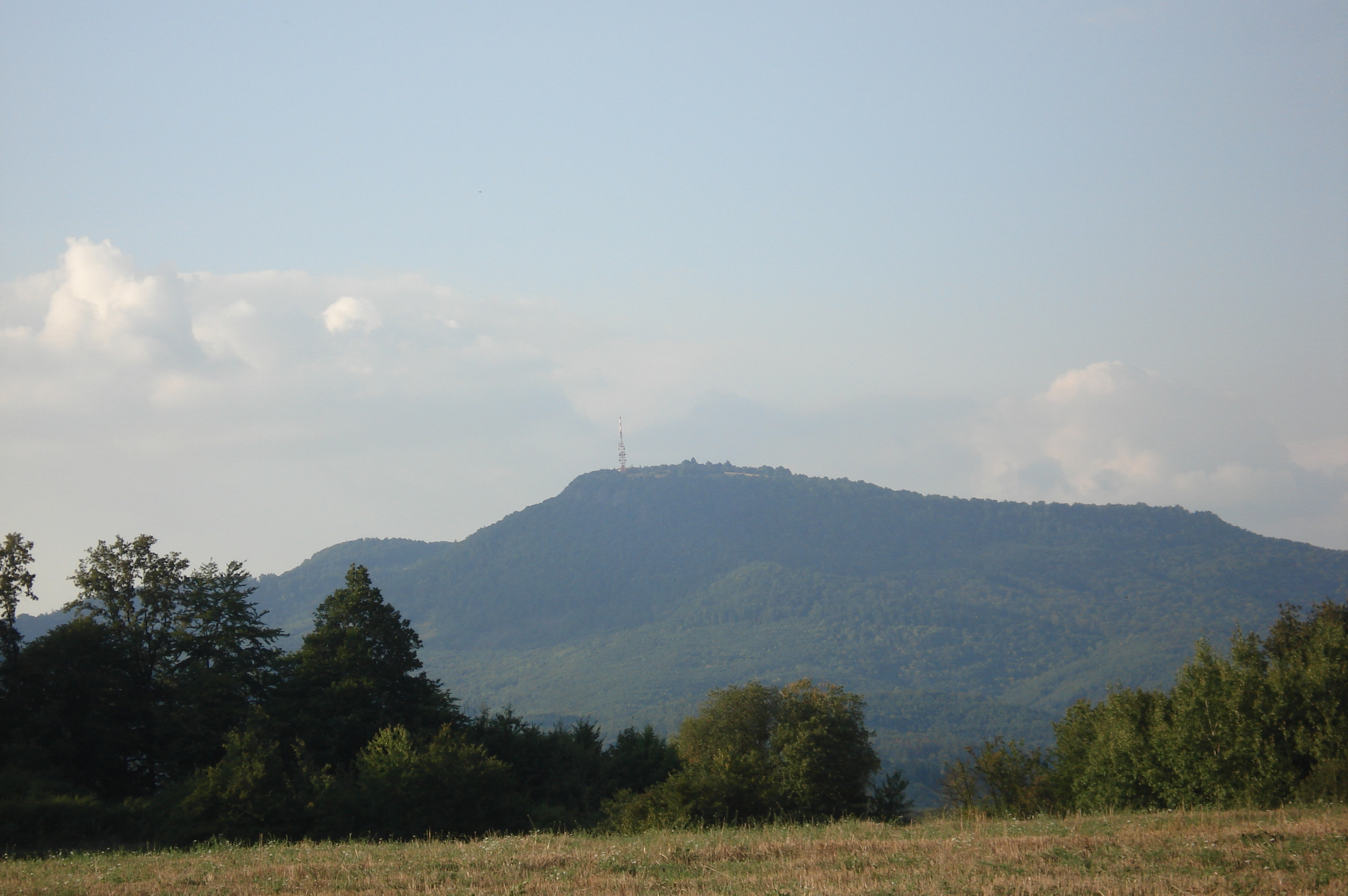
Der Berg Sitno

- Národné prírodné rezervácie (NPR, Nationale Naturreservate)

Kašivárová (49,8 ha, seit 1926)
Sitno (93,68 ha, 1951)
- Prírodné pamiatky (PP, Naturdenkmale)

Kapitulské bralá (36,99 ha, seit 1993)
Krupinské bralce (0,69 ha, 1975)
Putikov vŕšok (21,06 ha, 1997)
Sixova stráň (0,83 ha, 1985)
Vyhniansky travertín (0,356 ha, 1986)
Žakýlske pleso (6,38 ha, 1986)
- Prírodné rezervácie (PR, Naturreservate)

Bralce (13,52 ha, seit 1965)
Gajdošovo (18,28 ha, 2002)
Hulík (31,98 ha, 1966)
Holý vrch (16,8 ha, 1988)
Jabloňovský Roháč (64,64 ha, 1950)
Kamenné more (13,3 ha, 1923)
Kamenný jarok (65,1 ha, 1993)
Kojatín (68,63 ha, 1997)
Krivín (54,15 ha, 1993)
Szaboóva skala (11,89 ha, 1907)
- Chránené areály (CHA, Geschützte Areale)

Arborétum Kysihýbeľ (7,54 ha, seit 1950)
Banskoštiavnická botanická záhrada (3,55 ha, 1958)
Banskoštiavnická kalvária (5,34 ha, 1986)
Michalské rašelinisko (0,085 ha, 1997)
Quelle: